# GJ 3634
Désignations
GJ 3634 est une naine rouge située à environ ∼ 66,5 a.l. (∼ 20,4 pc) de la Terre dans la constellation de l'Hydre. Une planète a été découverte dans son orbite, GJ 3634 b. Celle-ci a environ la moitié de la masse et de la taille du Soleil, pour un âge d'environ un milliard d'années plus jeune. Elle a été découverte par des astronomes durant un recensement de naines rouges.

## Système planétaire
| Planète   | Masse            | Demi-grand axe (ua) | Période orbitale (jours) | Excentricité | Inclinaison | Rayon |
| --------- | ---------------- | ------------------- | ------------------------ | ------------ | ----------- | ----- |
| GJ 3634 b | 8,4 +4,0 −1,5 M🜨 | 0,028 7             | 2,645 61                 | 0,08         |             |       |